# Ceratogyrus ezendami
Ceratogyrus ezendami é uma espécie de aranha pertencente à família Theraphosidae.